# Carlos Martínez de Irujo
Carlos Fernando Martínez de Irujo y McKean Tacón y Armitage, Markgraf (Marqués) von Casa - Irujo, Herzog (Duque) von Sotomayor (* 14. Dezember 1802 in Washington, D.C.; † 26. Dezember 1855 in Madrid) war ein spanischer Diplomat, Politiker und Ministerpräsident Spaniens (Presidente del Gobierno).

## Biografie
Der Sohn des späteren dreimaligen Staatsministers Carlos Martínez de Irujo y Tacón wurde während der Tätigkeit seines Vaters als Gesandter in Washington geboren. Seine Mutter, Sally McKean, war die Tochter von Thomas McKean, einem der Gründerväter der Vereinigten Staaten.
Er begann seine politische Laufbahn am 22. September 1837, als er als Mitglied der Partido Moderado zum Abgeordneten des Parlaments (Congreso de los Diputatados) gewählt wurde, wo er bis Februar 1841 zunächst die Interessen der Wahlkreise von Málaga und dann von Palencia vertrat. Am 15. September 1843 wurde er dann erneut zum Parlamentsabgeordneten gewählt und war daraufhin bis zum Dezember 1846 Vertreter der Wahlkreise von Córdoba und Madrid.
Zwischen 1843 und 1848 war er daneben Zweiter Präsident der Spielbank (Casino de Madrid). Am 15. August 1845 wurde er dann zum Senator auf Lebenszeit (Senador Vitalicio) ernannt.
Am 28. Januar 1847 erfolgte seine Ernennung zum Ministerpräsidenten Spaniens (Presidente del Gobierno) als Nachfolger von Francesco Xavier de Isturiz. Während seiner Amtszeit übernahm er daneben auch das Amt des Außenministers (Ministro de Estado) und war insbesondere um einen Ausgleich zwischen den verschiedenen politischen Kräften bemüht. Allerdings wurde seine Regierung durch den Geliebten der Königin Isabella II., General Francisco Serrano Domínguez, bereits am 28. März 1847 gestürzt.
Am 23. Oktober 1847 wurde er dann zum Außenminister in das dritte Kabinett von Ramón María Narváez berufen, dem er bis zum 29. Juli 1848 angehörte. Zuletzt wurde er 1850 zum Botschafter in Paris ernannt. Allerdings verlor er dieses Amt bereits am 4. Januar 1851 nach dem Amtsantritt von Ministerpräsident Juan Bravo Murillo.
Für seine politischen Verdienste wurde er mehrfach geehrt und erhielt unter anderem folgende Auszeichnungen:
- Ritter (Caballero) des Orden de Carlos III.
- Großkreuz des Turm- und Schwertordens (Ordem Militar da Torre e Espada) (Portugal)